# Torridge
Torridge – dystrykt w hrabstwie Devon w Anglii.

## Miasta
- Bideford
- Great Torrington
- Hartland
- Holsworthy
- Northam

## Inne miejscowości
Abbots Bickington, Abbotsham, Alverdiscott, Alwington, Ashreigney, Ashwater, Beaford, Black Torrington, Bradford, Bradworthy, Bridgerule, Broadwoodwidger, Buckland Brewer, Buckland Filleigh, Bucks Mills, Bulkworthy, Clawton, Clovelly, Cookbury, Dolton, Dowland, East Putford, Frithelstock, Halwill, High Bickington, Hollacombe, Holsworthy Hamlets, Huish, Huntshaw, Landcross, Langtree, Little Torrington, Littleham, Luffincott, Merton, Milton Damerel, Monkleigh, Newton St Petrock, Northcott, Pancrasweek, Parkham, Peters Marland, Petrockstowe, Pyworthy, Roborough, St Giles in the Wood, St. Giles on the Heath, Shebbear, Sheepwash, Sutcombe, Tetcott, Thornbury, Virginstow, Weare Giffard, Welcombe, West Putford, Westward Ho!, Winkleigh, Woolfardisworthy, Yarnscombe.